# Terranova Sappo Minulio
Terranova Sappo Minulio – miejscowość i gmina we Włoszech, w regionie Kalabria, w prowincji Reggio Calabria.
Według danych na rok 2004 gminę zamieszkuje 537 osób, 67,1 os./km².